# Berzocana
Berzocana es un municipio y localidad española de la provincia de Cáceres, en la comunidad autónoma de Extremadura. El término municipal, situado en las faldas de la sierra de las Villuercas, cuenta con una población de 395 habitantes (INE 2024).

## Geografía

### Límites
| Noroeste: Aldeacentenera | Norte: Cabañas del Castillo | Noreste: Cabañas del Castillo |
| Oeste: Garciaz           |                             | Este: Cabañas del Castillo    |
| Suroeste: Logrosán       | Sur: Logrosán               | Sureste: Cañamero             |

### Hidrografía
En el término municipal de Berzocana nace el río con nombre homónimo, que desemboca en el río Almonte. Además existen muchos arroyos de menor importancia.

### Clima
Berzocana tiene un clima mediterráneo de tipo Csa según la clasificación climática de Köppen, con inviernos suaves alrededor de 7 °C y veranos calurosos que pueden superar los 27 °C de temperatura media. Las precipitaciones suelen ser moderadas, concentrándose en primavera y otoño. En invierno se producen raras nevadas de escasa importancia. Como en la mayor parte de España se producen sequías cada un cierto periodo de tiempo, generalmente de siete a diez años, en los cuales las precipitaciones se reducen considerablemente.
| Parámetros climáticos promedio de Berzocana en el periodo 1961-2003 | Parámetros climáticos promedio de Berzocana en el periodo 1961-2003 | Parámetros climáticos promedio de Berzocana en el periodo 1961-2003 | Parámetros climáticos promedio de Berzocana en el periodo 1961-2003 | Parámetros climáticos promedio de Berzocana en el periodo 1961-2003 | Parámetros climáticos promedio de Berzocana en el periodo 1961-2003 | Parámetros climáticos promedio de Berzocana en el periodo 1961-2003 | Parámetros climáticos promedio de Berzocana en el periodo 1961-2003 | Parámetros climáticos promedio de Berzocana en el periodo 1961-2003 | Parámetros climáticos promedio de Berzocana en el periodo 1961-2003 | Parámetros climáticos promedio de Berzocana en el periodo 1961-2003 | Parámetros climáticos promedio de Berzocana en el periodo 1961-2003 | Parámetros climáticos promedio de Berzocana en el periodo 1961-2003 | Parámetros climáticos promedio de Berzocana en el periodo 1961-2003 |
| Mes | Ene.                                                                | Feb.                                                                | Mar.                                                                | Abr.                                                                | May.                                                                | Jun.                                                                | Jul.                                                                | Ago.                                                                | Sep.                                                                | Oct.                                                                | Nov.                                                                | Dic.                                                                | Anual                                                               |
| --- | ------------------------------------------------------------------- | ------------------------------------------------------------------- | ------------------------------------------------------------------- | ------------------------------------------------------------------- | ------------------------------------------------------------------- | ------------------------------------------------------------------- | ------------------------------------------------------------------- | ------------------------------------------------------------------- | ------------------------------------------------------------------- | ------------------------------------------------------------------- | ------------------------------------------------------------------- | ------------------------------------------------------------------- | ------------------------------------------------------------------- |
| Temp. media (°C) | 7.0                                                                 | 8.3                                                                 | 11.0                                                                | 12.2                                                                | 15.8                                                                | 21.1                                                                | 25.0                                                                | 25.1                                                                | 21.6                                                                | 15.9                                                                | 10.9                                                                | 7.8                                                                 | 15.1                                                                |
| Precipitación total (mm) | 142.2                                                               | 120.2                                                               | 87.7                                                                | 103.4                                                               | 76.3                                                                | 37.3                                                                | 9.4                                                                 | 10.3                                                                | 48.0                                                                | 114.3                                                               | 155.2                                                               | 143.6                                                               | 1047.8                                                              |
| Fuente: Ministerio de Agricultura, Alimentación y Medio Ambiente. Datos de precipitación para el periodo 1961-2003 y de temperatura para el periodo 1970-2003 en Berzocana 22 de octubre de 2012 |                                                                     |                                                                     |                                                                     |                                                                     |                                                                     |                                                                     |                                                                     |                                                                     |                                                                     |                                                                     |                                                                     |                                                                     |                                                                     |

## Demografía
Berzocana cuenta con una población de 395 habitantes (INE 2024).
| Gráfica de evolución demográfica de Berzocana entre 1842 y 2021                                                     |
| |
| Población de derecho según los censos de población del INE Población de hecho según los censos de población del INE |

## Historia
El rey Carlos I concedió a este pueblo el título de Real Villa de Berzocana el 30 de marzo de 1538, según consta en la Real Cédula conservada hoy en día en el Archivo Municipal.
A la caída del Antiguo Régimen la localidad se constituyó en municipio constitucional en la región de Extremadura. En 1834 quedó integrada en partido judicial de Logrosán. En el censo de 1842 contaba con 370 hogares y 2027 vecinos. Hacia mediados del siglo XIX, la villa tenía contabilizadas 285 casas. Aparece descrita en el cuarto volumen del Diccionario geográfico-estadístico-histórico de España y sus posesiones de Ultramar de Pascual Madoz de la siguiente manera:

BERZOCANA DE SAN FULGENCIO: v. con ayunt. en la prov. y aud. terr. de Cáceres (15 leg.), part. jud. de Logrosán (2), dióc. de Plasencia (16), c. g. de Estremadura (Badajoz 27): sit. al NO. de una majadilla ó altura que se eleva en un valle formado por tres sierras, es de clima templado; dominan los aires del N. y se padecen inflamatorias, pulmonias, y algunos dolores reumáticos: tiene 285 casas que guardan bastante uniformidad y sus calles son espaciosas, limpias y empedradas; hay casa consistorial medio arruinada; pósito; escuela, dotada con 1,100 rs. pagados de los fondos públicos y 6 celemines de trigo anuales por cada uno de los 60 niños que concurren; igl. parr. con la advocacion de San Juan Bautista; el edificio es bellísimo y de sólida construccion, con paredes y bóvedas de piedra canteria perfectamente labrada, y en la torre un buen reloj; en una elegante capilla del templo, levantada á espensas del pueblo en 1.º de junio de 1610, se custodian y veneran los restos mortales de los santos Fulgencio y Florentina, hermanos, hallados ó descubiertos en aquel valle el 26 de octubre, sin saberse de qué año, aunque se asegura fué en tiempo del rey D. Alonso XI: las cabezas de estos santos, con sus mandíbulas y algunos huesos, se hallan colocadas en dos relicarios de plata sobredorada y los demas despojos, en una arquita de ébano en forma de pirámide, embutida de nácar y marfil, y tachonada de clavitos dorados; todo esto encerrado en una área de alabastro que fué donde se hallaron y está colocada en el altar de la capilla con sus correspondientes puertas y llaves; se encuentran ademas 2 ermitas dedicadas á Jesus Nazareno y al dulce nombre de Jesus; otras 2 en los afueras con el título de San Miguel y la Concepcion; dentro y fuera de la pobl., muchas fuentes de aguas delgadas y muy frias, y á alguna dist. al N. el cementerio que no perjudica á la salud. Confina el térm. por N. con el de la ald. de Solana; E. la misma y Navezuelas; S. Cañamero y Logrosan; O. Garciaz, á dist. de 1/2 leg. á 1 1/2, y comprende tres deh. de propios llamadas Escorial, de 30 fan., prado Sordo y Cañadas de 180, Cabeza del pajar de 120, una deh. boyal de 200, los Valdios, Nava y Navarredonda de 300 y mucho monte alto y bajo, de encinas, robles, castaños y toda clase de arbustos, que con las grandes sierras que dominan el pais, ofrece vistas muy pintorescas en primavera y estio, aunque no el invierno por hallarse cubiertas sus cumbres de continuas nieblas; la principal de estas sierras, que corre de S. á N., es un ramal de las de Guadalupe llamadas Villuercas: se divide en varios y elevados grupos escabrosos y llenos de peñascos; otra no tan elevada, sale de la anterior, corre de S. á O. y finaliza en un elevado cerro frente del pueblo; otra mas pequeña se deriva tambien de la primera y finaliza del mismo modo; en ella existen los pocos olivos y viñas que hay: estas sierras y las demas del térm. prod. arroyuelos ó gargantas mas ó menos abundantes que desaguan por lo genera! en el r. Almonte; entre ellas es la mas notable la llamada de la Mata, que tiene un puente de mamposteria en el camino de Trujillo, y da movimiento á seis molinos harineros: el terreno es áspero, montuoso y de 3.ª calidad; los caminos vecinales á los pueblos inmediatos, pero malísimos, pedregosos y como de sierra; el correo se recibe en la carteria de Cañamero tres veces á la semana. prod.: trigo, centeno, garbanzos, patatas, lino, frutas, castañas y poco vino y aceite; se mantiene mucho ganado cabrio, bastante vacuno, de cerda, poco lanar y mucha caza de todas clases: ind. y comercio algunas especulaciones en la granjeria y venta de ganados y lienzos, pobl.: 370 vec., 2,026 alm. cap. prod. 2.971,200 rs: imp. 148,550: contr. 23,390: presupuesto municipal 8,000 del que se pagan 2,200 al secretario por su dotacion y se cubre con el prod. de las fincas de propios de que hemos hablado mas arriba. Este pueblo era aldea dependiente de la c. de Trujillo y se hizo v. por carta de los señores reyes Doña Juana y su hijo D. Carlos I, dada en Barcelona á 30 de marzo de 1538.
(Madoz, 1846, p. 283)

## Economía

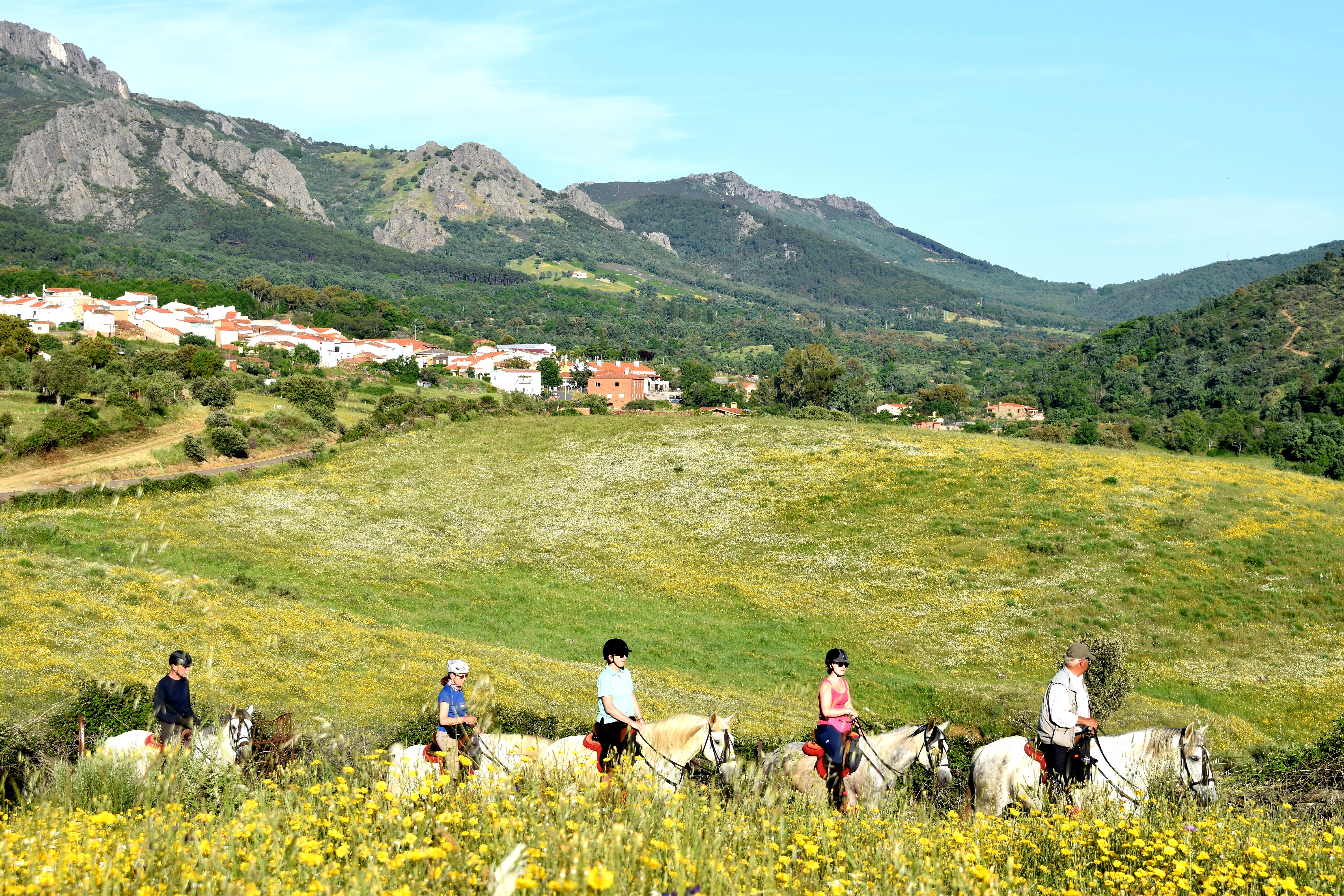
Grupo de turistas en una ruta a caballo

Los vinos producidos en Berzocana forman parte de la subzona de Cañamero, integrada en la denominación de origen Ribera del Guadiana junto a Alía, Guadalupe, Valdecaballeros y la propia localidad de Cañamero, con la que limita el municipio. Son escasos, pero de calidad única. Una tahona de la localidad elabora repostería: bollos dormidos, bollas de chicharrón, roscas de miel (roscas de candelilla), magdalenas, bizcochos y rabos de calabaza.

## Política
La corporación municipal salida de las elecciones de 2011 está compuesta por 7 concejales: 4 del PSOE y 3 del PP. La alcaldesa desde 2011 es María Ángeles Díaz Benito.
| Periodo   | Nombre                     | Partido       |
| --------- | -------------------------- | ------------- |
| 1979-1983 | Fernando Peralta Yturralde | Independiente |
| 1983-1987 | Paulino Tejero Aparicio    | PSOE          |
| 1987-1991 | Paulino Tejero Aparicio    | PSOE          |
| 1991-1995 | Paulino Tejero Aparicio    | PSOE          |
| 1995-1999 | Paulino Tejero Aparicio    | PSOE          |
| 1999-2003 | Paulino Tejero Aparicio    | PSOE          |
| 2003-2007 | Paulino Tejero Aparicio    | PSOE          |
| 2007-2011 | Paulino Tejero Aparicio    | PSOE          |
| 2011-2015 | María Ángeles Díaz Benito  | PSOE          |
| 2015-2019 | María Ángeles Díaz Benito  | PSOE          |
| 2019-2023 | María Ángeles Díaz Benito  | PSOE          |
| 2023-act. | María Ángeles Díaz Benito  | PSOE          |

## Patrimonio

### Tesoro de Berzocana
Además de los abrigos naturales con pinturas rupestres catalogadas en la Edad de Bronce, el nombre de Berzocana se asocia también con el llamado Tesoro de Berzocana, fechado en el Periodo del Bronce Final.

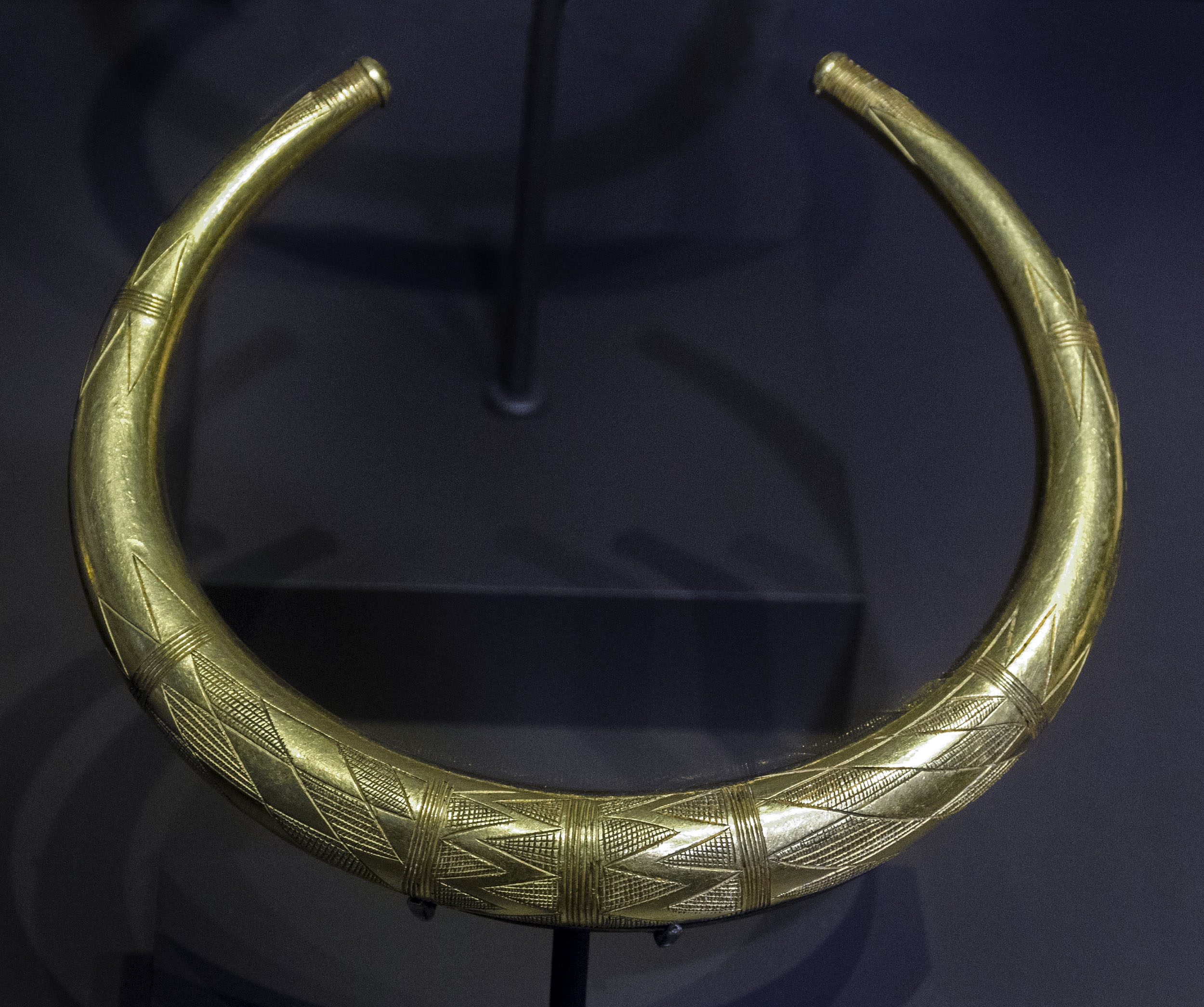
Uno de los torques del tesoro de Berzocana.

Este hallazgo está compuesto por dos torques de oro datados en torno al 1000-800 a. C. (siglos X-IX a. C.) y un pequeño cuenco (pátera) de bronce batido, en donde —al parecer— estaban depositadas dichas piezas, que son indicativas de la primigenia vinculación del hallazgo a los circuitos del
metal y su cercanía geo-cronológica a la explotación estannífera tartésica del cerro de San Cristóbal en Logrosán (Cáceres) –. Fueron hallados casualmente por Domingo Sánchez Pulido en el lugar denominado "El Terrero" en la finca Los Machos propiedad de Urbano Montes Sánchez y, por Orden de 29 de mayo de 1963 fueron adquiridos por el Estado (BOE núm. 170 de 17 de julio de 1963). Desde 1964 se encuentran en el Museo Arqueológico Nacional, en Madrid.
Para el visitante interesado por la historia, la localidad cuenta con un Museo Arqueológico Municipal cuyo fondo es de unas 250 piezas en su mayor parte procedentes del yacimiento arqueológico tardorromano de "Cuesta Quemada" en la dehesa boyal Valhondo, consistente en una serie de restos de un establecimiento minero-rural corroborrado por el hallazgo de un gran lingote de plomo marcado con su peso y propiedad llamados vulgarmente por su forma "galapagos" Además en las excavaciones realizadas aparecieron restos de viviendas y almacenes y su correspondiente necrópolis en las que se distinguen dos tipos de enterramientos, uno en fosas excavadas en la roca y tapadas transversalmente con grandes losas de pizarra y otra con incineraciones in situ.

### Patrimonio religioso

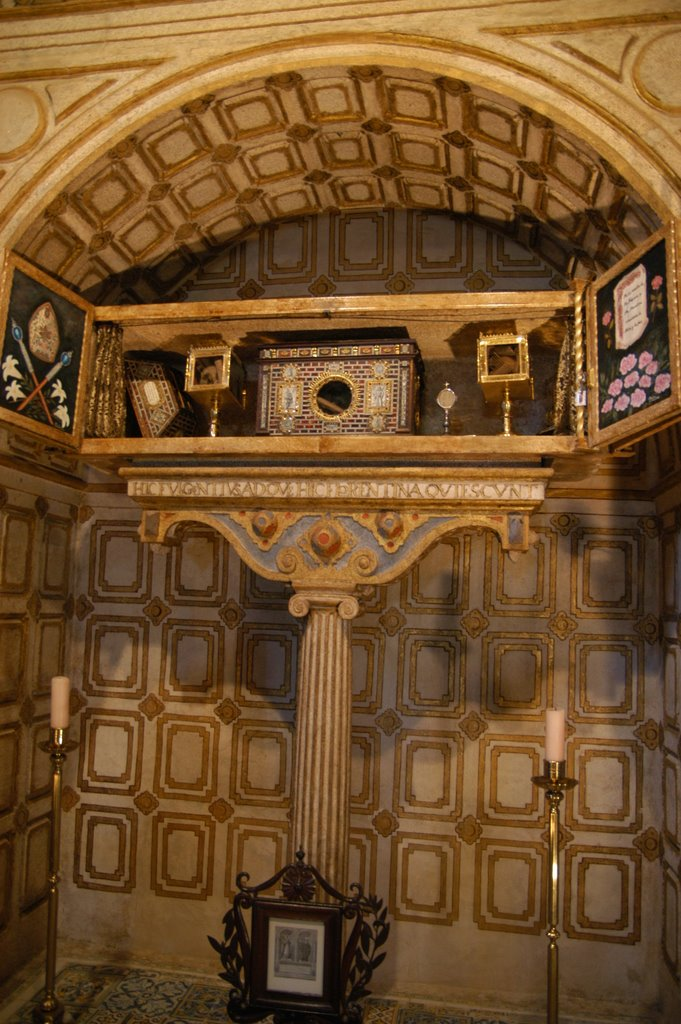
Reliquias de San Fulgencio y Santa Florentina en la iglesia de San Juan Bautista.

En la localidad se encuentra la iglesia de San Juan Bautista. Se trata de una iglesia parroquial católica de la archidiócesis de Mérida-Badajoz, diócesis de Plasencia, arciprestazgo de Logrosán.
En fecha indeterminada del siglo XIII, según la leyenda, un labriego encontró enterrado en un olivar (que desde entonces se denomina "Olivar de los Santos") en las faldas de la sierra que domina esta villa un sarcófago de alabastro (aliox) paleocristiano que contenía al parecer los restos de San Fulgencio y Santa Florentina, hermanos de San Leandro y San Isidoro de Sevilla. Probablemente fueron trasladados y escondidos allí desde Écija (Sevilla), donde se encontraban anteriormente, durante la época de la invasión árabe En la iglesia de San Juan Bautista en esta localidad están depositados la mayoría de sus restos en un relicario donado por el rey Felipe II. Dicha parroquia tiene además una magnífica torre de estilo mudéjar. Todo su conjunto fue declarado monumento histórico de interés nacional en 1977 (declaración 28/10/1977; BOE 28/10/1977).

### Otros monumentos y lugares de interés
- Pinturas rupestres. Las dataciones varían desde el Calcolítico a la Edad de Bronce 4000-1000 a. C. Pertenecientes al llamado Arte esquemático ibérico del Suroeste, en abrigos o cuevas abiertas en los riscos de cuarcita en la Finca la Sierra: Cueva de Los Morales, Cueva de los Cabritos, Cueva del Cancho de la Sábana y en El Risquillo.
- La Cabeza del Moro.
- La Peña Gorda.
- Geositio Cancho de la Sábana y el Lloraero.
- Árbol singular "el Roble de la Nava". 19 m de alto, 4,5 m diámetro de tronco y 29 m de copa.
- El Venero.
- Castros celtíberos prerromanos (Edad de Hierro).
- Restos romanos (Dehesa Valhondo, Caballería de la Srta. Rosa).
- Museo Arqueológico de Berzocana.
- Jardín Botánico "Huertos de San Juan" en la Finca la Sierra.
- Centro de Interpretación Historia de las Villuercas.

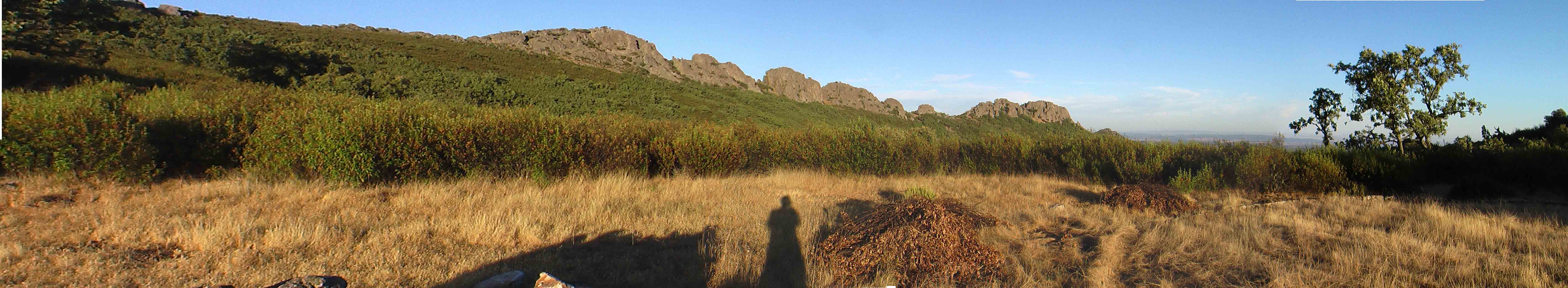
Paisaje en el término municipal de Berzocana

## Cultura

### Heráldica
El escudo heráldico de Berzocana fue aprobado mediante la "Orden de 10 de enero de 1990, por la que se aprueba el Escudo Heráldico y la Bandera Municipal para el Ayuntamiento de Berzocana (Cáceres)", publicada en el Diario Oficial de Extremadura el 18 de enero de 1990 luego de haber aprobado el ayuntamiento el expediente el 13 de julio de 1988 y haber emitido informe favorable la Real Academia de la Historia el 5 de diciembre de 1989. El escudo se define oficialmente así:

De sinople, la torre de plata sostenida de peñas abiertas por un camino ascendente y surmontada de la Cruz de Malta de plata y de ocho puntas. La bordura, de gules cargada de ocho aspas de oro. Al timbre, Corona Real cerrada.

### Fiestas locales
En Berzocana se celebran las siguientes fiestas locales:
- San Fulgencio, el 16 de enero;
- Carnavales, en febrero;
- Santa Florentina, el 14 de marzo;
- Semana Santa;
- El Ramo, penúltimo domingo de agosto;
- Fiesta de la Aparición, el 26 de octubre;
- "La Junta", el 1 de noviembre;
- Navidad.

### Gastronomía
- Denominación de origen "Queso de Ibores" y "Miel Villuercas-Ibores"
- Carnes asadas de cabrito, cordero y cerdo, caza mayor y menor, embutidos, calderetas producto de las matanzas y migas.
- Repostería en la Tahona de Berzocana: rabos de calabaza, tortas de chicharrón, piñonates, roscas de muhedago o candelilla, buñuelos, bollos dormidos, madalenas, bizcochos, perrunillas y mantecados.

## Personas notables
- Luis Pastor. Cantautor, músico y poeta natural de Berzocana, cuñado del cantautor canario Pedro Guerra.
- Francisco Escobar Olivas. Natural también es el articulista y escritor Francisco Escobar Olivas, autor de la novela costumbrista "Jaque a dos ruedas", con la que fue finalista del Premio Cáceres de Novela Corta, o históricas, como "El Costal de las Horas", novela donde rinde homenaje a la historia de su pueblo y de sus santos visigodos, publicada por "Bubok editorial". Ha salido a la luz en 2011 su nueva obra: "El amo del tiempo", una novela donde la intriga se tropieza con la ruralidad de principios del siglo XX, publicada por "Editorial Vértice". En 2016 fue pregonero de las fiestas patronales de Berzocana. En 2017 publica el libro de relatos breves "Retratos de un convaleciente Verano", (Amazon). En 2018 publica "Vueltas de planeta", un disco-libro de poemas grabados en estudio junto al músico José María Aparicio. (Letrame Grupo Editorial).
- Francisco Tejero Aparicio. Panadero, escritor, formador y asesor en panadería. Natural de Berzocana, es considerado como uno de los mejores Técnicos de Panificación españoles. Su nombre, es conocido en el sector de la panificación en todo el mundo. En 1992, se alzó con el título de "Campeón del mundo de panadería artística" en París. Ha sido director de la escuela de panadería de Madrid, asesor Técnico de la Confederación Española de Organizaciones de Panadería (CEOPAN) y director técnico de la revista centenaria "Molinería y Panadería" de la editorial "Montagud Editores".  Francisco Tejero, ha escrito 8 libros y videos dedicados a profesionales y amantes del sector de la panadería "Manual de formación profesional de panadería CEOPAN, 1988", "Panadería Española, MONTAGUD EDITORES SA, 1992", "Panadería Española II, MONTAGUD EDITORES SA, 1995", "Panes de gran venta. I, II y III, MONTAGUD EDITORES SA, 2000", "El pan precocido. Libro más Video, MONTAGUD EDITORES SA, 2000", "Aprender a hacer pan es fácil, MONTAGUD EDITORES SA, 2003", "El libro de los maestros panaderos, MONTAGUD EDITORES SA, 2006" y "Panadería y bollería y "Mecanización y calidad, MONTAGUD EDITORES SA, 2008". Como director de Asesoría Técnica en Panificación, ha asesorado empresas e impartido cursos y conferencias en todas las provincias españolas, Francia, Italia, Rusia, Libia, Portugal, Marruecos, Argelia, USA, Ecuador, Cuba, Colombia, Bolivia, Panamá, Argentina, Chile, Guatemala, Uruguay, República Dominicana, Costa Rica, Perú, Venezuela y México. En su web presta conocimientos técnicos de procesos e ingredientes además de recetas.